# Evanescence
Az Evanescence egy amerikai rockegyüttes, az Arkansas-beli Little Rockban alakult 1995-ben. Alapítói Amy Lee énekes/billentyűs és Ben Moody gitáros. Az első privát felvételek után a zenekar elkészítette a Fallen című albumát, melyet a Wind-up adott ki 2003-ban. A Fallen több mint 17 millió példányban kelt el világszerte, és ez az album segítette hozzá a zenekart a Grammy-díjhoz. Egy évvel később az Evanescence első élő felvételes albumát, az Anywhere but Home-ot több mint 1 millió példányban értékesítették a világon. 2006-ban a zenekar bemutatta második stúdióalbumát, a The Open Doort, mely 6 milliónál is több példányban kelt el.
A zenekar felállása gyakran változott: David Hodges 2002-ben, az alapító Moody 2003-ban, Will Boyd basszusgitáros 2006-ban hagyta ott a zenekart. Őket követték John LeCompt gitáros és Rocky Gray dobos 2007-ben. Az utóbbi két távozás hézagokat hagyott a zenekar soraiban, melyeket ideiglenes tagokkal pótoltak. Az Evanescence 71. helyezést kapott a Decade Legjobb Előadók (Best Artists) kategóriáján.
2009-ben kihirdették az Evanescence végleges felállását, a harmadik stúdióalbumuk készítését 2011. október 11-én adtak ki. A lemezeladások alapján (127 ezer kelt el belőle az első héten) a Billboard 200-on az 1. helyen nyitott. Az Examiner.com közzétette, hogy négy másik Billboard kategóriában is első helyen debütált: Rock Albums, Digital Albums, Alternative Albums, Hard Rock Albums. Az első dalt, a „What You Want”-ot 2011. augusztus 9-én mutatták be. A második számot, a „My Heart Is Broken”-t 2011. október 31-én küldték el a rádióknak. Az együttes jelenleg az új felvételek előkészítésként közös turnén van a The Pretty Reckless és a Fair to Midland zenekarokkal.

## Formációk

### 1995–2001
Az Evanescence-t Amy Lee zongorista, dalszövegíró, énekes és Ben Moody szólógitáros, dalszövegíró alapította. 1994-ben találkoztak egy ifjúsági táborban, Little Rockban. Moody ekkor hallotta Lee-t zongorán játszani az „I'd Do Anything for Love (But I Won't Do That)” című dalt a Meat Loaftól. Az első közös daluk a Solitude és a Give Unto Me, amit Lee írt, a My Immortal és Understanding pedig Moody szerzeményei. A dalokat közösen adták ki és osztoztak a bevételen.
Lee és Moody dalai közül kettőt játszott egy helyi rádióállomás, növelve ezzel a zenekar hírnevét és az igényt egy koncertre. A zenekar végül fellépett élőben, és az egyik legnépszerűbb együttes lett a környéken. Több kísérleti név után, mint a Childish, Intentions és Stricken, végül az Evanescence nevet kapta a zenekar, melynek jelentése „eltűnés”, „elhalványulás” (az evanesce szóból ered, jelentése „eltűnni”).
Két EP anyagot adtak ki. Az első egy a saját nevüket viselő Evanescence EP (1998), amiből 100 példányt készítettek és adtak el a zenekar korai, élő fellépésein. A második a Sound Asleep EP, amit Whisper EP (1999)-ként is ismerhetünk. Mindkét EP a Bigwig Enterprises által került kiadásra. Az első teljes hosszúságú demo CD-jük az Origin. 2500 példányt készítettek és adtak el a koncertjeiken. Egy rádióinterjú közben Lee és Moody a régebbi számaik letöltésére bátorította rajongóit.

### 2002–2005
2003 elején az együttes kibővült Amy Lee és Ben Moody barátaival, John LeCompttal, Rocky Gray-jel és Will Boyddal. Mindegyikőjük dolgozott az Evanescence korai számain. Közben aláírták az első lemezszerződésüket a Wind-up Recordsszal, és elkezdték az első stúdióalbumuk, a Fallen munkálatait. Miközben kiadót kerestek, az Evanescence elfogadta a Nintendo játék vállalat ajánlatát, hogy lépjenek fel a „Nintendo Fusion Tour”-on.
A Fallen 43 hétig volt a Billboard Top 10-es listáján, hétszeres platinalemez lett az USA-ban, és több mint 15 millió példányt adtak el belőle világszerte, ebből 7 milliót az USA-ban. 104 hétig szerepelt a Billboard 200-as listáján, és egyike lett annak a 8 albumnak, melyek legalább 1 évet töltöttek a Billboard Top 50-es listáján.
2003. október 22-én Moody elhagyta az együttest az Európai Fallen turné alatt, személyes eltérések miatt. Pár hónappal később Amy Lee ezt nyilatkozta egy interjúban: „...elérkeztünk ahhoz a ponthoz, hogyha nem változtatunk, nem tudtunk volna még egy albumot elkészíteni.” Ez egy kicsit zavaró lehet, mivel a Fallen album kiegészítőjében az szerepel, hogy Moody és Lee a legjobb barátok voltak. Lee azt mondta, hogy nagy megkönnyebbülés volt, hogy Moody elment, mivel csak feszültséget keltett az együttesben. Egy interjú alkalmával Lee azt mondta: „Nem tudom, hogy pontosan miért vártam tőle többet, mint a popkultúra hatását és sablonosságot. Ez alatt azt értem, hogy ő a lemezek eladására koncentrált, az emberek igényeit akarta kiszolgálni, és ebből sok vita volt. Én valami sokkal művészibb és furcsább zenét, ő pedig az emberek ízlésének megfelelő zenét szeretett volna alkotni.”

## Jelenlegi tagok
- Amy Lee – ének, billentyű, hárfa (1995-től)
- Jen Majura – gitár (2015-től)
- Troy McLawhorn – szólógitár (2007-ben, valamint 2011-től)
- Tim McCord – basszusgitár (2006-tól)
- Will Hunt – dob (2007-ben, valamint 2010-től)

## Diszkográfia

### Stúdióalbumok
- Fallen (2003)
- The Open Door (2006)
- Evanescence (2011)
- Synthesis (2017)
- The Bitter Truth (2021)

### Kislemezek
| Év   | Kislemez                  | Album                  |
| ---- | ------------------------- | ---------------------- |
| 2003 | Bring Me to Life          | Fallen                 |
| 2003 | Going Under               | Fallen                 |
| 2003 | My Immortial              | Fallen                 |
| 2004 | Everbody’s Fool           | Fallen                 |
| 2006 | Call Me When You’re Sober | The Open Door          |
| 2007 | Lithium                   | The Open Door          |
| 2007 | Sweet Sacrifice           | The Open Door          |
| 2007 | Good Enough               | The Open Door          |
| 2011 | What You Want             | Evanescence            |
| 2011 | My Heart Is Broken        | Evanescence            |
| 2012 | Lost in Paradise          | Evanescence            |
| 2017 | Imperfection              | Synthesis              |
| 2018 | Hi-Lo                     | Synthesis              |
| 2019 | The Chain                 | Nem jelent meg albumon |
| 2020 | Wasted on You             | The Bitter Truth       |
| 2020 | The Game Is Over          | The Bitter Truth       |
| 2020 | Use My Voice              | The Bitter Truth       |
| 2021 | Better Without You        | The Bitter Truth       |

### Videóklipek
| Év   | Videóklip                 | Rendező(k)            |
| ---- | ------------------------- | --------------------- |
| 2003 | Bring Me to Life          | Philipp Stölzl        |
| 2003 | Going Under               | Philipp Stölzl        |
| 2003 | My Immortial              | David Mouldy          |
| 2004 | Everybody's Fool          | Philipp Stölzl        |
| 2006 | Call Me When You're Sober | Marc Webb             |
| 2006 | Lithium                   | Paul Fedor            |
| 2007 | Sweet Sacrifice           | P.R. Brown            |
| 2007 | Good Enough               | Marc Webb és Rich Lee |
| 2011 | What You Want             | Meiert Avis           |
| 2012 | My Heart Is Broken        | Dean Karr             |
| 2013 | Lost in Paradise          | Blake Judd            |
| 2017 | Imperfection              | P.R. Brown            |
| 2018 | Hi-Lo                     | P.R. Brown            |
| 2020 | The Chain                 | P.R. Brown            |
| 2020 | Wasted on You             | P.R. Brown            |
| 2020 | The Game Is Over          | P.R. Brown            |
| 2020 | Use My Voice              | Eric D. Howell        |
| 2021 | Better Without You        | Eric D. Howell        |

## Fordítás
- Ez a szócikk részben vagy egészben  az   Evanescence című angol Wikipédia-szócikk fordításán alapul.  Az eredeti cikk szerkesztőit annak laptörténete sorolja fel. Ez a jelzés csupán a megfogalmazás eredetét és a szerzői jogokat jelzi, nem szolgál a cikkben szereplő információk forrásmegjelöléseként.